# PlayStation 2のゲームタイトル一覧 (2005年)
PlayStation 2のゲームタイトル一覧 (2005年)（プレイステーションツーのゲームタイトルいちらん (2005ねん)）では、PlayStation 2対応として2005年に発売されたゲームソフト（全460タイトル）を発売順に列記する。
追加要素を含まない廉価版などは除く。

## 発売ソフトの形態・変遷
| 順位 | 作品名                              | 発売日         |
| ---- | ----------------------------------- | -------------- |
| 1位  | グランツーリスモ4                   | 2004年12月28日 |
| 2位  | ワールドサッカーウイニングイレブン9 | 2005年8月4日   |
| 3位  | 真・三國無双4                       | 2005年2月24日  |
| 4位  | キングダム ハーツII                 | 2005年12月22日 |
| 5位  | ドラゴンボールZ3                    | 2005年2月10日  |

2005年11月30日にはPlayStation 2の販売台数が全世界で累計1億台を突破した。一方、ソニーが2006年1月に発表した2005年度第3四半期連結業績によると、PlayStation 2の生産出荷台数は前年同期比で203万台減の536万台、PlayStation Portableは622万台とされており、ここで初めてPlayStation Portableの生産出荷台数がPlaystation 2を上回った。ソフトウェアの生産出荷本数においても、PlayStation 2は前年同期比1,600万本減の9,300万本なのに対し、PlayStation Portableは1,320万本増の1,450万本となっていた。この発表を報じたニュースサイト「Game Watch」の石田賀津男は、PlayStation 2の売り上げ落ちたところをPlayStation Portableが補うことがソニーの好調を見せていると分析している。
一方『ファミ通白書2006』においては、2004年の年末に発売された『グランツーリスモ4』以外のミリオンヒットがなく、4本もあった2004年と比べると、全体の盛り上がりとしては差があると指摘している。その中で『キングダム ハーツII』が、12月22日の発売からわずか数日で73.8万本を売り上げ、集計終了まで4日しかなかったことを踏まえると見事なスタートダッシュであり、新たな人気シリーズとしての地位を確立したと分析している。また、PlayStation 2の発売から数年が経過しており、次世代機の登場が期待されていたことから、『真・三國無双4』のようにPlayStation 2における集大成として発売された例もあった。
裏社会とやくざの生き方を題材とした『龍が如く』（2005年12月8日発売）の主人公の桐生一馬が、裏の人間でありながら、人情に厚く一本筋の通った性格が人気を集め、発売元であるセガの看板キャラクターの一人となった。なお、同作はもともと日本のみで発売される予定だったが、のちに「Yakuza」という名前で日本国外にも輸出された。
低価格の分野においては、『SIMPLE2000シリーズ Vol.81 THE 地球防衛軍2』が、前作の2倍以上である累計販売本数32万本を突破した。
そのころ北米では『ゴッド・オブ・ウォー』が見本市・Electronic Entertainment Expoの「Best of E3」において、「Best of Action/Adventure」部門と「Best of PS2」の2部門にノミネートされるなど発売前から話題を呼び、2005年3月22日に発売された後もその完成度の高さから支持を集め、2005年11月17日には日本でも発売された。

## 発売されたタイトル
| 発売日   | タイトル                                                                                                   | 発売元                                 | 備考 |
| -------- | --- | -------------------------------------- | --- |
| 1月1日   | サムライウエスタン 活劇侍道                                                                                | スパイク                               | 侍シリーズの1作で、「アメリカ西部で戦う“サムライ”」をコンセプトにしている。                                                                                    |
| 1月6日   | SIMPLE2000シリーズ アルティメットVol.23 プロジェクト・ミネルヴァ プロフェッショナル                        | ディースリー・パブリッシャー           | 『プロジェクト・ミネルヴァ』の廉価版。 |
| 1月6日   | SIMPLE2000シリーズ アルティメットVol.24 魔界転生                                                           | ディースリー・パブリッシャー           | 『魔界転生』の廉価版。 |
| 1月6日   | SIMPLE2000シリーズ Vol.69 THE ボードゲームコレクション                                                     | ディースリー・パブリッシャー           | 『ヨーロピアンコレクション』の廉価版。 |
| 1月6日   | デジモンワールドX                                                                                          | バンダイ                               | デジモンシリーズ初のRPG。 |
| 1月6日   | バズロッド フィッシングファンタジー                                                                        | スターフィッシュ                       | 幻想的な世界の釣りを題材としたゲーム。 |
| 1月13日  | ゴールデンアイ ダーク・エージェント                                                                        | エレクトロニック・アーツ               | 映画『007』シリーズを題材とした作品。 |
| 1月13日  | ザ・アーブズ シムズ・イン・ザ・シティ                                                                      | エレクトロニック・アーツ               | 『ザ・シムズ』の続編。 |
| 1月13日  | 義経英雄伝                                                                                                 | フロム・ソフトウェア                   | 源義経を題材としたアクションゲーム。 |
| 1月20日  | 怪盗アプリコット 完全版                                                                                    | TAKUYO                                 | 怪盗アプリコットの襲名を描いた女性向けアドベンチャーゲーム。                                                                                                   |
| 1月20日  | 新世紀エヴァンゲリオン 鋼鉄のガールフレンド2nd                                                             | ブロッコリー                           | 同名PCゲームの移植版。 |
| 1月20日  | ターミネーター3 ザ・レデンプション                                                                         | アタリジャパン                         | 映画『ターミネーター3』のゲーム化。 |
| 1月20日  | 信長の野望・天下創世 with パワーアップキット                                                               | コーエー                               | |
| 1月20日  | 風雲 幕末伝                                                                                                | 元気                                   | 『風雲 新撰組』の続編。 |
| 1月20日  | ホビットの冒険 ロード オブ ザ リング はじまりの物語                                                        | コナミ                                 | 『ホビットの冒険』のゲーム化 |
| 1月20日  | 魔法先生ネギま! 1時間目 〜お子ちゃま先生は魔法使い!〜                                                      | コナミ                                 | 漫画『魔法先生ネギま!』のゲーム化 |
| 1月20日  | モンスターハンターG                                                                                        | カプコン                               | 『モンスターハンター』の内容強化版PS2オンライン対応 |
| 1月27日  | Another Century's Episode                                                                                  | バンプレスト                           | ロボットアニメ9作品によるクロスオーバー。 |
| 1月27日  | 宇宙戦艦ヤマト 暗黒星団帝国の逆襲                                                                          | バンダイ                               | 『宇宙戦艦ヤマト』における「暗黒星団三部作」第2部で、シナリオはアニメ映画『ヤマトよ永遠に』における二重銀河到達までを題材としている。                          |
| 1月27日  | GIRLSブラボー Romance15’s                                                                                  | 角川書店                               | 同名漫画のゲーム化。 |
| 1月27日  | 川のぬし釣り ワンダフルジャーニー                                                                          | マーベラスインタラクティブ             | |
| 1月27日  | 獣王記 -PROJECT ALTERED BEAST-                                                                             | セガ                                   | アーケードゲーム『獣王記』のリメイク。 |
| 1月27日  | 新紀幻想スペクトラルソウルズII                                                                             | アイディアファクトリー                 | ネバーランドシリーズの1作品。 |
| 1月27日  | スロッターUPコア6 爆炎打!巨人の星II                                                                        | ドラート                               | 『爆炎打!巨人の星II』の実機シミュレーター。 |
| 1月27日  | DIGITAL DEVIL SAGA アバタール・チューナー2                                                                 | アトラス                               | 『DIGITAL DEVIL SAGA アバタール・チューナー』の続編兼完結編。                                                                                                  |
| 1月27日  | デス バイ ディグリーズ 鉄拳 ニーナ・ウィリアムズ                                                           | ナムコ                                 | 鉄拳シリーズのニーナ・ウィリアムズを主役に据えたスピンオフ作品。                                                                                               |
| 1月27日  | ナノブレイカー                                                                                             | コナミ                                 | 暴走したナノマシンにサイボーグが立ちむかうアクションゲーム。                                                                                                   |
| 1月27日  | ぴゅあぴゅあ 耳としっぽのものがたり                                                                        | データム・ポリスター                   | PCゲーム『ぴゅあぴゅあ』の移植版。 |
| 1月27日  | Memories Off AfterRain Vol.1〜折鶴〜                                                                       | KID                                    | Memories Offシリーズ5周年記念作品 |
| 1月27日  | ラジアータ ストーリーズ                                                                                    | スクウェア・エニックス                 | |
| 1月27日  | Rim Runners                                                                                                | フォグ                                 | |
| 2月3日   | VM JAPAN                                                                                                   | アスミック・エースエンタテインメント   | 同名PCゲームの移植版 |
| 2月3日   | IZUMO コンプリート                                                                                         | GN Software                            | PCゲームの移植版。 |
| 2月3日   | エキサイティングプロレス6 SMACKDOWN! VS RAW                                                                | ユークス                               | |
| 2月3日   | トップをねらえ!                                                                                            | バンダイ                               | 同名OVAのゲーム化で、「幻のテレビシリーズ版」のシナリオを基にしている。                                                                                        |
| 2月10日  | いちご100% ストロベリーダイアリー                                                                          | トミー                                 | 漫画『いちご100%』のゲーム化。 |
| 2月10日  | 新選組群狼伝                                                                                               | セガ                                   | 新選組を題材としたアクションゲームで、キャラクターデザインは漫画家の和月伸宏が手掛けた。                                                                       |
| 2月10日  | SuperLite 2000 めざせ!スーパーハスラー                                                                     | サクセス                               | |
| 2月10日  | ドラゴンボールZ3                                                                                           | バンダイ                               | PlayStation 2におけるドラゴンボール三部作最終作。 |
| 2月10日  | 真・爆走デコトラ伝説 〜天下統一頂上決戦〜                                                                  | スパイク                               | 爆走デコトラ伝説シリーズ第5弾。スパイクとジャレコの共同制作でもある。                                                                                          |
| 2月17日  | GLADIATOR -Road to Freedom-                                                                                | アーテイン                             | 西暦198年のローマ帝国を題材としたアクションRPG。 |
| 2月17日  | 新世紀勇者大戦                                                                                             | アトラス                               | 勇者シリーズを題材としたシミュレーションRPG。 |
| 2月17日  | SIMPLE2000シリーズ Vol.70 THE 鑑識官                                                                       | ディースリー・パブリッシャー           | 鑑識官の視点で事件を描いたアドベンチャーゲーム。 |
| 2月17日  | SIMPLE2000シリーズ Vol.71 THE ファンタジー恋愛アドベンチャー 彼女の伝説、僕の石版                          | ディースリー・パブリッシャー           | 『彼女の伝説、僕の石版』の廉価版。 |
| 2月17日  | SIMPLE2000シリーズ Vol.72 THE 任侠                                                                         | ディースリー・パブリッシャー           | |
| 2月17日  | ゾイドインフィニティ フューザーズ                                                                          | トミー                                 | |
| 2月17日  | D1グランプリ                                                                                               | ユークス                               | |
| 2月17日  | Devil May Cry 3                                                                                            | カプコン                               | デビルメイクライシリーズ第3弾。 |
| 2月17日  | 天星 SWORDS OF DESTINY                                                                                     | マーベラスインタラクティブ             | |
| 2月17日  | ランブルローズ                                                                                             | コナミ                                 | 女子プロレスを題材としたアクションゲーム。 |
| 2月24日  | ウィザードリィ エクス 前線の学府                                                                           | マイケルソフト                         | |
| 2月24日  | ウイニングポスト6 2005年度版                                                                               | コーエー                               | |
| 2月24日  | Angel Wish 〜君の笑顔にチュッ!〜                                                                           | ピオーネソフト                         | PCゲームの移植版。 |
| 2月24日  | 学園ヘヴン おかわりっ! BOY'S LOVE ATTACK!                                                                  | インターチャネル                       | 『学園ヘヴン』の続編。 |
| 2月24日  | 家族計画 〜心の絆〜                                                                                        | インターチャネル                       | PCゲームの移植版。 |
| 2月24日  | キャッスルファンタジア エレンシア戦記 プラスストーリーズ                                                   | 角川書店                               | PCゲームの移植版。 |
| 2月24日  | GALAXY ANGEL Eternal Lovers                                                                                | ブロッコリー                           | PCゲームの移植版。 |
| 2月24日  | サクラ大戦3 〜巴里は燃えているか〜                                                                         | セガ                                   | 同名ドリームキャスト用ソフトの移植版。 |
| 2月24日  | 三洋パチンコパラダイス11 〜新海とさらば銀玉の狼〜                                                          | アイレムソフトウェアエンジニアリング   | |
| 2月24日  | ジーワンジョッキー 3 2005年度版                                                                            | コーエー                               | |
| 2月24日  | 実戦パチスロ必勝法! 北斗の拳 Plus                                                                          | サミー                                 | |
| 2月24日  | 真・三國無双4                                                                                              | コーエー                               | 真・三國無双シリーズのナンバリング作品第4弾。 |
| 2月24日  | 月は切り裂く 〜探偵 相楽恭一郎〜                                                                           | アイディアファクトリー                 | アイエフ メイトの第5弾。 |
| 2月24日  | ツキヨニサラバ                                                                                             | タイトー                               | |
| 2月24日  | Def Jam FIGHT FOR NY                                                                                       | エレクトロニック・アーツ               | |
| 2月24日  | 何処へ行くの、あの日 〜光る明日へ〜                                                                        | プリンセスソフト                       | |
| 2月24日  | Natural2 -DUO- 〜桜色の季節〜                                                                              | 角川書店                               | |
| 2月24日  | 必殺パチンコステーションV9 おそ松くん                                                                      | サンソフト                             | |
| 2月24日  | 120円の春 120Stories                                                                                       | インターチャネル                       | |
| 2月24日  | マイホームをつくろう2!匠                                                                                   | マーベラスインタラクティブ             | |
| 2月24日  | Memories Off After Rain Vol.2 想演                                                                         | KID                                    | |
| 3月3日   | アーマード・コア フォーミュラフロント                                                                      | フロム・ソフトウェア                   | アーマード・コアシリーズの1作品で、機体の操縦ではなくカスタマイズに重きを置いている                                                                            |
| 3月3日   | ガイザード・レヴォリューション 〜僕らは想いを身に纏う〜                                                    | KID                                    | |
| 3月3日   | ファンタスティックフォーチュン2☆☆☆                                                                         | ジェネックス                           | |
| 3月3日   | 紅忍 血河の舞                                                                                              | ヴィヴェンディ・ユニバーサルゲームズ   | |
| 3月10日  | イース -ナピシュテムの匣-                                                                                  | コナミ                                 | |
| 3月10日  | グローランサーIV Return                                                                                    | アトラス                               | |
| 3月10日  | シャドウ オブ ローマ                                                                                       | カプコン                               | |
| 3月10日  | 三國志X | コーエー                               | |
| 3月10日  | シャドウハーツII ディレクターズカット PlayStation 2 the Best                                               | アルゼ                                 | 『シャドウハーツII』の廉価版に新規要素を付与した作品。 |
| 3月10日  | SuperLite 2000 スポーツ めざせ!スーパーボウラー                                                            | サクセス                               | |
| 3月10日  | トム・クランシーシリーズ Rainbow Six3                                                                      | ユービーアイソフト                     | |
| 3月10日  | ロックマンX8                                                                                               | カプコン                               | ロックマンXシリーズ第8弾。 |
| 3月17日  | エンスージア プロフェッショナル レーシング                                                                 | コナミ                                 | 実写の挙動を再現したドライビングシミュレータ |
| 3月17日  | GANTZ | コナミ                                 | 同名漫画のゲーム化 |
| 3月17日  | ザ・ランブルフィッシュ                                                                                     | セガ                                   | 同名アーケードゲームの移植版。 |
| 3月17日  | シャーク・テイル                                                                                           | タイトー                               | |
| 3月17日  | SIMPLE2000シリーズ Vol.73 THE西遊闘猿伝                                                                    | ディースリー・パブリッシャー           | |
| 3月17日  | SIMPLE2000シリーズ Vol.74 女の子専用 THE 王子様とロマンス 〜リプルのたまご〜                               | ディースリー・パブリッシャー           | |
| 3月17日  | 太鼓の達人 TAIKO DRUM MASTER                                                                               | ナムコ                                 | 2004年に北米で発売された「TAIKO DRUM MASTER」のローカライズ作品。                                                                                              |
| 3月17日  | NANA | コナミ                                 | 同名漫画のゲーム化 |
| 3月17日  | ファントム・キングダム                                                                                     | 日本一ソフトウェア                     | |
| 3月17日  | 必殺パチンコステーションV10 レレレにおまかせ                                                               | サンソフト                             | |
| 3月17日  | ONE PIECE グラバト! RUSH                                                                                   | バンダイ                               | |
| 3月24日  | あずみ | ESP                                    | 同名漫画のゲーム化 |
| 3月24日  | イースIII -ワンダラーズフロムイース-                                                                       | タイトー                               | |
| 3月24日  | ワールドサッカーウイニングイレブン8 ライヴウエアエヴォリューション                                         | コナミ                                 | |
| 3月24日  | 学校をつくろう!! Happy Days                                                                                | マーベラスインタラクティブ             | |
| 3月24日  | 金色のガッシュベル!! 友情タッグバトル2                                                                     | バンダイ                               | |
| 3月24日  | 翼神 ギガウイング ジェネレーションズ                                                                       | タイトー                               | |
| 3月24日  | Get Ride! アムドライバー 〜相克の真実〜                                                                    | コナミ                                 | |
| 3月24日  | シャイニング・フォース ネオ                                                                                | セガ                                   | |
| 3月24日  | スーパーモンキーボール デラックス                                                                          | セガ                                   | |
| 3月24日  | セガエイジス2500 Vol.17 ファンタシースター generation:2                                                    | セガ                                   | |
| 3月24日  | DEMON STONE                                                                                                | アタリジャパン                         | |
| 3月24日  | デュエル・マスターズ 〜邪封超龍転生〜                                                                      | キッズステーション                     | |
| 3月24日  | beatmania IIDX 9thStyle                                                                                    | コナミ                                 | |
| 3月24日  | ぼくらのかぞく                                                                                             | ソニー・コンピュータエンタテインメント | 『ぼくのなつやすみ』シリーズのスタッフによる子育てシミュレーションゲーム。                                                                                     |
| 3月24日  | ワイルドアームズ ザ フォースデトネイター                                                                   | ソニー・コンピュータエンタテインメント | |
| 3月31日  | 陰陽大戦記・白虎演舞                                                                                       | バンダイ                               | |
| 3月31日  | ガッツだ!! 森の石松                                                                                        | アルゼ                                 | |
| 3月31日  | カフェ・リンドバーグ -summer season-                                                                       | プリンセスソフト                       | |
| 3月31日  | この晴れた空の下で                                                                                         | スターフィッシュ                       | |
| 3月31日  | 彩京シューティングコレクション Vol.3 ソルディバイド&ドラゴンブレイズ                                       | タイトー                               | アーケードゲーム『ソルディバイド』と『ドラゴンブレイズ』を収録。当初は2005年2月24日に発売が予定されていた。                                                    |
| 3月31日  | SIMPLE2000シリーズ Vol.75 THE特ダネ 〜日本全国スクープ列島〜                                               | ディースリー・パブリッシャー           | |
| 3月31日  | すい〜とし〜ずん                                                                                           | TAKUYO                                 | |
| 3月31日  | 戦闘国家-改- NEW OPERATIONS                                                                                | 角川書店                               | |
| 3月31日  | 鉄拳5 | ナムコ                                 | 同名アーケードゲームの移植版 |
| 3月31日  | BECK the game                                                                                              | マーベラスインタラクティブ             | |
| 3月31日  | メイプルカラーズ 〜決戦は学園祭!〜                                                                         | 角川書店                               | PCゲーム『Maple Colors』の移植版 |
| 3月31日  | Memories Off After Rain Vol.3 卒業                                                                         | KID                                    | |
| 3月31日  | ループシーケンサー ミュージックジェネレーター                                                              | サクセス                               | 音楽制作ソフトで、当初は2004年7月29日に発売が予定されていた |
| 4月1日   | 遙かなる時空の中で〜八葉抄〜                                                                               | コーエー                               | |
| 4月7日   | 宇宙戦艦ヤマト 二重銀河の崩壊                                                                              | バンダイ                               | アニメ映画『ヤマトよ永遠に』の後半部分のゲーム化。 |
| 4月7日   | 機動戦士ガンダム 一年戦争                                                                                  | バンダイ                               | バンダイとナムコによる共同チーム「PROJECT PEGASUS」による作品。                                                                                                |
| 4月7日   | 聖闘士星矢 聖域十二宮編                                                                                    | バンダイ                               | テレビアニメ『聖闘士星矢』のうち、「黄金十二宮編」のシナリオをゲーム化。                                                                                       |
| 4月7日   | トム・クランシーシリーズ スプリンターセル パンドラトゥモロー                                               | ユービーアイソフト                     | スプリンターセルシリーズ第2弾。 |
| 4月7日   | バックヤードレスリング2                                                                                    | アイドス                               | 『バックヤードレスリング』の続編。 |
| 4月7日   | BALDR FORCE                                                                                                | アルケミスト                           | 同名ドリームキャスト用ソフトの移植版で、ボイスはオリジナル版とPS2版から選択できる。                                                                            |
| 4月7日   | プロ野球スピリッツ2                                                                                        | コナミ                                 | プロ野球スピリッツシリーズ第2弾。 |
| 4月7日   | WRC4 | スパイク                               | WRCシリーズ第4弾で、発売後に不具合が判明したため修正版との交換が行われた。                                                                                     |
| 4月14日  | 最強 東大将棋 スペシャルII                                                                                 | 毎日コミュニケーションズ               | |
| 4月14日  | SIMPLE2000シリーズ Vol.76 THE話そう英語の旅                                                                | ディースリー・パブリッシャー           | 英会話学習要素のあるアドベンチャーゲーム |
| 4月14日  | SIMPLE2000シリーズ Vol.77 THE話そう韓国語の旅                                                              | ディースリー・パブリッシャー           | 韓国語学習要素のあるアドベンチャーゲーム |
| 4月14日  | 天外魔境III NAMIDA                                                                                         | ハドソン                               | 天外魔境シリーズの第3弾 |
| 4月14日  | リモートコントロールダンディ SF                                                                            | コナミ                                 | PlayStation用ソフト『リモートコントロールダンディ』の続編。 |
| 4月21日  | ウィザードリィ サマナー                                                                                    | タイトー                               | ウィザードリィシリーズの1作品。 |
| 4月21日  | 時空冒険記ゼントリックス                                                                                   | バンダイ                               | 同名アニメ作品のゲーム化。 |
| 4月21日  | 星界の戦旗                                                                                                 | サイバーフロント                       | 同名小説のゲーム化。 |
| 4月21日  | DEMENTO | カプコン                               | クロックタワーシリーズの精神的続編。 |
| 4月21日  | ベースボールライブ2005                                                                                     | ナムコ                                 | 『熱チュー！プロ野球2004』の続編で、作品名の「ベースボールライブ」はフジテレビのプロ野球中継とのタイアップにちなむ。                                           |
| 4月21日  | ロマンシング サガ -ミンストレルソング-                                                                     | スクウェア・エニックス                 | スーパーファミコン用ソフト『ロマンシング サガ』のリメイク |
| 4月28日  | C@M-Station                                                                                                | アルダック                             | オンラインコミュニティツール。 |
| 4月28日  | スペクトラルフォース クロニクル                                                                            | アイディアファクトリー                 | アイデアファクトリー創立10周年記念作品。 |
| 4月28日  | セガエイジス2500 Vol.19 ファイティングバイパーズ                                                           | セガ                                   | アーケードゲーム『ファイティングバイパーズ』の移植版 |
| 4月28日  | 対戦ホットギミック アクセス雀                                                                              | クロスノーツ                           | アーケードゲーム『対戦ホットギミック3 デジタルサーフィン』のアレンジ移植                                                                                       |
| 4月28日  | Dear My Friend 〜Love like powderly snow〜                                                                 | イエティ                               | PCゲームの移植版 |
| 4月28日  | North Wind 〜永遠の約束〜                                                                                  | データム・ポリスター                   | PCゲームの移植版。 |
| 4月28日  | ハローキティのピコピコ大作戦!                                                                              | ハムスター                             | ハローキティ30周年記念作品 |
| 4月28日  | Fallout BROTHERHOOD OF STEEL                                                                               | セガ                                   | Falloutシリーズにおいてはじめて日本で発売された作品。 |
| 4月28日  | Fragrance Tale 〜フレグランス テイル〜                                                                     | TAKUYO                                 | 天使と悪魔の和解を描いた育成恋愛シミュレーションゲーム |
| 4月28日  | 冒険王ビィト ダークネスセンチュリー                                                                        | バンダイ                               | テレビアニメ『冒険王ビィト』のゲーム化 |
| 4月28日  | マーセナリーズ                                                                                             | エレクトロニック・アーツ               | 北朝鮮を舞台に傭兵の戦いを描いた作品。 |
| 4月28日  | マビノ×スタイル                                                                                            | KID                                    | 異世界転移を描いたアドベンチャーRPG |
| 4月28日  | メタルスラッグ5                                                                                            | SNKプレイモア                          | メタルスラッグシリーズ第6弾 |
| 4月28日  | Like Life an hour                                                                                          | GN Software                            | PCゲームの移植版。 |
| 4月28日  | らぶドル 〜Lovely Idol〜                                                                                   | プリンセスソフト                       | 雑誌「マジキュー」の読者参加企画のゲーム化 |
| 5月12日  | 永遠のアセリア―この大地の果てで―                                                                           | 日本一ソフトウェア                     | PCゲームの移植版。 |
| 5月12日  | FRONT MISSION ONLINE                                                                                       | スクウェア・エニックス                 | 『FRONT MISSION』を題材としたオンラインゲーム。 サービス終了済み。PS3システムソフトウェア3.15の時点では非対応だった。                                          |
| 5月12日  | まじかる☆ている 〜ちっちゃな魔法使い〜                                                                     | プリンセスソフト                       | PCゲームの移植版。 |
| 5月19日  | ヴァンパイア ダークストーカーズコレクション                                                                | カプコン                               | 対戦格闘ゲーム『ヴァンパイア』シリーズを収録したオムニバス作品                                                                                                 |
| 5月19日  | 幽☆遊☆白書FOREVER                                                                                          | バンプレスト                           | 漫画『幽☆遊☆白書』を題材とした対戦格闘ゲーム。 |
| 5月26日  | イースIV MASK OF THE SUN -a new theory-                                                                    | タイトー                               | スーパーファミコン用ソフト『イースIV MASK OF THE SUN』のアレンジ移植                                                                                           |
| 5月26日  | イリスのアトリエ エターナルマナ2                                                                           | ガスト                                 | |
| 5月26日  | ウルトラマンネクサス                                                                                       | バンダイ                               | 同名テレビ番組を題材とした対戦格闘ゲーム |
| 5月26日  | コンスタンティン                                                                                           | マーベラスエンターテイメント           | 同名映画を題材としたアドベンチャーゲーム |
| 5月26日  | ジパング                                                                                                   | バンダイ                               | 同名漫画のゲーム化 |
| 5月26日  | SIMPLE2000シリーズ Vol.78 THE宇宙大戦争                                                                    | ディースリー・パブリッシャー           | |
| 5月26日  | SIMPLE2000シリーズ アルティメットVol.25 超最速!族車キングBUのBU〜仏恥義理伝説2改〜                         | ディースリー・パブリッシャー           | 『仏恥義理伝説2』の廉価版で、内容が一部変更されている。 |
| 5月26日  | スロッターUPマニア6 沖の熱風!パイオニアスペシャルII                                                        | ドラート                               | |
| 5月26日  | チョロQワークス                                                                                            | アトラス                               | チョロＱシリーズの番外編 |
| 5月26日  | ドッグズライフ                                                                                             | サクセス                               | 犬のジェイクがパートナーのデイジー救出に奔走するアドベンチャーゲーム                                                                                           |
| 5月26日  | NAMCO x CAPCOM                                                                                             | ナムコ                                 | ナムコとカプコンのキャラクターによるクロスオーバー作品 |
| 5月26日  | 破滅のマルス                                                                                               | アイディアファクトリー                 | 「アイエフ メイト」の第6弾 |
| 5月26日  | 半熟英雄4 〜7人の半熟英雄〜                                                                                | スクウェア・エニックス                 | 半熟英雄シリーズ第4弾 |
| 5月26日  | for Symphony 〜with all one's heart〜                                                                      | TAKUYO                                 | |
| 5月26日  | ティアリングサーガシリーズ ベルウィックサーガ                                                              | エンターブレイン                       | PlayStation用ソフト『ティアリングサーガシリーズ ユトナ英雄戦記』の続編                                                                                         |
| 5月26日  | レーシングバトル -C1 GRAND PRIX-                                                                           | 元気                                   | |
| 5月26日  | レッド・デッド・リボルバー                                                                                 | カプコン                               | 西部劇調のガンアクション。元々はカプコンが開発していたが、Rockstar Gamesが開発を引き継いで完成させた。日本国外ではRockstar Gamesから2004年5月3日に発売された。 |
| 6月2日   | SIMPLE2000シリーズ 2in1 Vol.1 THE テニス & THE スノーボード                                                | ディースリー・パブリッシャー           | |
| 6月2日   | SIMPLE2000シリーズ 2in1 Vol.2 THE バスフィッシング & THE ボウリングHYPER                                   | ディースリー・パブリッシャー           | |
| 6月2日   | SIMPLE2000シリーズ 2in1 Vol.3 THE パズルコレクション2,000問 & THE 東洋三大占術                             | ディースリー・パブリッシャー           | |
| 6月2日   | スタンダード大戦略 失われた勝利                                                                            | セガ                                   | |
| 6月2日   | ホームメイド 〜終の館〜                                                                                    | プリンセスソフト                       | |
| 6月9日   | killer7 | カプコン                               | 人格を切り替える能力を持った殺し屋を描いたアクションゲーム |
| 6月9日   | 喧嘩番長                                                                                                   | スパイク                               | 番長を題材としたアクションアドベンチャーゲーム |
| 6月9日   | サッカーライフ2                                                                                            | バンプレスト                           | |
| 6月9日   | 少女義経伝・弐 〜刻を超える契り〜                                                                          | WellMADE                               | |
| 6月9日   | スチームボーイ                                                                                             | バンダイ                               | |
| 6月9日   | メタルサーガ 〜砂塵の鎖〜                                                                                  | サクセス                               | メタルマックスシリーズの1作品 |
| 6月16日  | アイトーイ プレイ2                                                                                         | ソニー・コンピュータエンタテインメント | アメリカでは2005年8月16日に発売。 |
| 6月16日  | 犬夜叉 奥義乱舞                                                                                            | バンダイ                               | |
| 6月16日  | 怪盗スライ・クーパー2                                                                                      | ソニー・コンピュータエンタテインメント | |
| 6月16日  | スロッターUPコア7 激闘打!ストリートファイターII                                                            | ドラート                               | |
| 6月16日  | ドラッグオンドラグーン2 封印の紅、背徳の黒                                                                 | スクウェア・エニックス                 | 『ドラッグ オン ドラグーン』の続編 |
| 6月23日  | エンジョイゴルフ!                                                                                          | 日本テレネット                         | |
| 6月23日  | 陰陽大戦記 覇者の印                                                                                        | バンダイ                               | |
| 6月23日  | ジオラマ戦線異状なし 〜スターリングラードへの道〜                                                          | マリオネット                           | |
| 6月23日  | ジルオール インフィニット                                                                                  | コーエー                               | |
| 6月23日  | SIMPLE2000シリーズ Vol.80 THE お姉チャンプルゥ〜THE姉チャン 特別編〜                                       | ディースリー・パブリッシャー           | |
| 6月23日  | SIMPLE2000シリーズUltimate Vol.26 ラブ★スマッシュ!5.1〜テニスロボの反乱〜                                  | ディースリー・パブリッシャー           | |
| 6月23日  | トム・クランシーシリーズ ゴーストリコン ジャングルストーム                                                 | ユービーアイソフト                     | |
| 6月23日  | ふしぎ遊戯 玄武開伝 外伝 鏡の巫女                                                                          | アイディアファクトリー                 | |
| 6月23日  | フタコイ オルタナティブ 恋と少女とマシンガン                                                               | マーベラスインタラクティブ             | |
| 6月23日  | 楽勝!パチスロ宣言3 リオデカーニバル・ジュウジカ600式                                                       | テクモ                                 | |
| 6月30日  | エレメンタル ジェレイド-纏え、翠風の剣-                                                                    | タイトー                               | |
| 6月30日  | Angel's Feather -黒の残影-                                                                                 | GN Software                            | |
| 6月30日  | OZ -オズ-                                                                                                  | コナミ                                 | |
| 6月30日  | 影牢II -Dark illusion-                                                                                     | テクモ                                 | |
| 6月30日  | 餓狼 MARK OF THE WOLVES                                                                                    | SNKプレイモア                          | |
| 6月30日  | ガンダムトゥルーオデッセイ 〜失われしGの伝説〜                                                             | バンダイ                               | |
| 6月30日  | コンフリクト・デルタ2 -湾岸戦争1991-                                                                       | カプコン                               | |
| 6月30日  | GENJI | ソニー・コンピュータエンタテインメント | |
| 6月30日  | ショコラ 〜maid cafe "curio"〜                                                                             | アルケミスト                           | |
| 6月30日  | 創聖のアクエリオン                                                                                         | バンダイ                               | |
| 6月30日  | そして僕らは、…and he said                                                                                 | インターチャネル                       | |
| 6月30日  | パチスロ完全攻略 鬼浜爆走愚連隊 激闘編                                                                     | サクセス                               | |
| 6月30日  | 初恋 -first kiss-                                                                                          | プリンセスソフト                       | |
| 6月30日  | 舞-HiME 運命の系統樹                                                                                       | マーベラスインタラクティブ             | |
| 6月30日  | ポンコツ浪漫大活劇バンピートロット                                                                         | アイレムソフトウェアエンジニアリング   | |
| 6月30日  | My Merry May with be                                                                                       | KID                                    | |
| 7月7日   | 江戸もの                                                                                                   | グローバル・A・エンタテインメント      | |
| 7月7日   | MVPベースボール2005                                                                                        | エレクトロニック・アーツ               | |
| 7月7日   | 絢爛舞踏祭                                                                                                 | ソニー・コンピュータエンタテインメント | SCEJとバンダイ、バンダイビジュアルによる共同プロジェクトであり、開発はアルファ・システムが担当した。 当初は2004年に発売される予定だった。                      |
| 7月7日   | サクラ大戦V 〜さらば愛しき人よ〜                                                                           | セガ                                   | |
| 7月7日   | 空色の風琴 REMIX                                                                                           | プリンセスソフト                       | |
| 7月7日   | 武蔵伝II ブレイドマスター                                                                                  | スクウェア・エニックス                 | |
| 7月7日   | みんな大好き塊魂                                                                                           | ナムコ                                 | 塊魂シリーズ第2弾 |
| 7月7日   | レゴ スター・ウォーズ                                                                                      | アイドス                               | |
| 7月9日   | スター・ウォーズ エピソード3/シスの復讐                                                                    | エレクトロニック・アーツ               | |
| 7月14日  | サルゲッチュ3                                                                                              | ソニー・コンピュータエンタテインメント | サルゲッチュシリーズ第3作 |
| 7月14日  | 実況パワフルプロ野球12                                                                                     | コナミ                                 | |
| 7月14日  | 実戦パチスロ必勝法! 鬼武者3                                                                                | セガ                                   | |
| 7月14日  | 流行り神 Revenge 警視庁怪異事件ファイル                                                                    | 日本一ソフトウェア                     | |
| 7月14日  | プチコプター2                                                                                              | タイトー                               | 屋内でラジコンヘリを操縦する作品の第2弾で、当初は2005年6月30日に発売が予定されていた。                                                                         |
| 7月14日  | 麻雀覇王 バトルロイヤル                                                                                    | 毎日コミュニケーションズ               | |
| 7月16日  | K-1 WORLD MAX 世界王者への道                                                                               | ディースリー・パブリッシャー           | |
| 7月21日  | オレたちゲーセン族1 スクランブル                                                                           | ハムスター                             | |
| 7月21日  | オレたちゲーセン族2 クレイジー・クライマー                                                                 | ハムスター                             | |
| 7月21日  | オレたちゲーセン族3 空手道                                                                                 | ハムスター                             | |
| 7月21日  | オレたちゲーセン族4 タイムパイロット                                                                       | ハムスター                             | |
| 7月21日  | オレたちゲーセン族5 ムーンクレスタ                                                                         | ハムスター                             | |
| 7月21日  | オレたちゲーセン族6 ソニックウィングス                                                                     | ハムスター                             | |
| 7月21日  | ザ・キング・オブ・ファイターズNEOWAVE                                                                      | SNKプレイモア                          | |
| 7月21日  | 新天魔界ジェネレーションオブカオスV                                                                        | アイディアファクトリー                 | |
| 7月21日  | スクールランブル ねる娘は育つ。                                                                            | マーベラスインタラクティブ             | |
| 7月21日  | 戦国BASARA                                                                                                 | カプコン                               | |
| 7月21日  | ナムコレクション                                                                                           | ナムコ                                 | |
| 7月21日  | 鋼の錬金術師3 神を継ぐ少女                                                                                 | スクウェア・エニックス                 | |
| 7月21日  | FIFA ストリート                                                                                            | エレクトニック・アーツ                 | |
| 7月21日  | 亡国のイージス2035 〜ウォーシップガンナー〜                                                                | コーエー                               | |
| 7月21日  | ポップンミュージック11                                                                                     | コナミ                                 | |
| 7月21日  | 虫姫さま                                                                                                   | タイトー                               | 同名アーケードゲームの移植版 |
| 7月21日  | MEDICAL 91                                                                                                 | TAKUYO                                 | |
| 7月28日  | うるるんクエスト恋遊記                                                                                     | ディースリー・パブリッシャー           | |
| 7月28日  | KAIDO -峠の伝説-                                                                                           | 元気                                   | |
| 7月28日  | 3年B組金八先生 伝説の教壇に立て! 完全版                                                                    | チュンソフト                           | |
| 7月28日  | シャドウハーツ・フロム・ザ・ニューワールド                                                                 | アルゼ                                 | 2006年1月19日には攻略本を同梱した「スターターPack」が発売された                                                                                                |
| 7月28日  | SIMPLE2000シリーズ Vol.81 THE 地球防衛軍2                                                                  | ディースリー・パブリッシャー           | |
| 7月28日  | SIMPLE2000シリーズ Vol.82 THEカンフー                                                                      | ディースリー・パブリッシャー           | |
| 7月28日  | 零 －刺青ノ聲－                                                                                            | テクモ                                 | 零シリーズ第3弾。 |
| 7月28日  | 第3次スーパーロボット大戦α 終焉の銀河へ                                                                    | バンプレスト                           | |
| 7月28日  | タイトーメモリーズ 上巻                                                                                    | タイトー                               | |
| 7月28日  | ティンクルスター スプライツ 〜La Petite Princesse〜                                                        | SNKプレイモア                          | |
| 7月28日  | パチスロ ウイニングポスト                                                                                  | コーエー                               | |
| 7月28日  | プロ野球チームをつくろう!3                                                                                 | セガ                                   | |
| 7月28日  | 魔法先生ネギま! 2時間目 戦う乙女たち! 麻帆良大運動会SP! 金メダル版                                         | コナミ                                 | |
| 7月28日  | 魔法先生ネギま! 2時間目 戦う乙女たち! 麻帆良大運動会SP! 銀メダル版                                         | コナミ                                 | |
| 7月28日  | 雪語り リニューアル版                                                                                      | TAKUYO                                 | |
| 7月28日  | ロボッツ                                                                                                   | ヴィヴェンディ・ユニバーサルゲームズ   | |
| 8月4日   | アーマード・コア ラストレイヴン                                                                            | フロムソフトウェア                     | アーマード・コアシリーの1作品で、N系と呼ばれるストーリー群においては第3弾に相当する。                                                                          |
| 8月4日   | NBAストリートV3                                                                                            | エレクトロニック・アーツ               | |
| 8月4日   | グランディアIII                                                                                            | スクウェア・エニックス                 | |
| 8月4日   | サモンナイトエクステーゼ 夜明けの翼                                                                        | バンプレスト                           | |
| 8月4日   | SIMPLE2000シリーズ 2in1 Vol.4 THE 武士道 〜辻斬り一代〜 & THE スナイパー2 〜悪夢の銃弾〜                   | ディースリー・パブリッシャー           | |
| 8月4日   | SIMPLE2000シリーズ 2in1 Vol.5 THE シューティング〜ダブル紫炎龍〜 & THE ヘリコプター                        | ディースリー・パブリッシャー           | |
| 8月4日   | SIMPLE2000シリーズ Vol.84 THE 僕におまカフェ〜きまぐれストロベリーカフェ〜                                 | ディースリー・パブリッシャー           | |
| 8月4日   | 太鼓の達人 とびっきり!アニメスペシャル                                                                     | ナムコ                                 | |
| 8月4日   | ぱちんこウルトラセブン パチってちょんまげ達人8                                                             | ハックベリー                           | |
| 8月4日   | BLEACH 〜選ばれし魂〜                                                                                      | ソニー・コンピュータエンタテインメント | |
| 8月4日   | ボンバーマンランド3                                                                                        | ハドソン                               | |
| 8月4日   | ワールドサッカーウイニングイレブン9                                                                        | コナミ                                 | ネットワーク対戦に対応。 |
| 8月11日  | 蒼い海のトリスティア 〜ナノカ・フランカ発明工房記〜                                                        | 日本一ソフトウェア                     | |
| 8月11日  | 新世紀GPX サイバーフォーミュラ Road to THE INFINITY2                                                       | サンライズインタラクティブ             | |
| 8月11日  | 世界最強銀星囲碁6                                                                                          | マグノリア                             | |
| 8月11日  | ソニック ジェムズ コレクション                                                                             | セガ                                   | 『ソニック・ザ・ファイターズ』ほか複数作品を収録したオムニバスゲーム                                                                                           |
| 8月11日  | ZOIDS TACTICS                                                                                              | トミー                                 | |
| 8月11日  | 苺ましまろ                                                                                                 | メディアワークス                       | |
| 8月11日  | メダル・オブ・オナー ヨーロッパ強襲                                                                        | エレクトロニック・アーツ               | |
| 8月18日  | 式神の城 七夜月幻想曲                                                                                      | キッズステーション                     | |
| 8月18日  | セガエイジス2500 Vol.18 ドラゴンフォース                                                                   | セガ                                   | |
| 8月18日  | NARUTO-ナルト- うずまき忍伝                                                                                | バンダイ                               | |
| 8月18日  | トム・クランシーシリーズ ゴーストリコン2                                                                   | ユービーアイソフト                     | |
| 8月25日  | ウイニングポスト7                                                                                          | コーエー                               | |
| 8月25日  | カウボーイビバップ 追憶の夜曲                                                                              | バンダイ                               | |
| 8月25日  | 機動戦士ガンダムSEED DESTINY GENERATION of C.E.                                                            | バンダイ                               | |
| 8月25日  | SIMPLE2000シリーズ Vol.85 THE 世界名作劇場クイズ                                                           | ディースリー・パブリッシャー           | |
| 8月25日  | タイトーメモリーズ 下巻                                                                                    | タイトー                               | |
| 8月25日  | テイルズ オブ レジェンディア                                                                               | ナムコ                                 | テイルズオブシリーズの一つで、シリーズで初めて「チーム・メルフェス」が制作した                                                                                 |
| 8月25日  | Train Simulator 京成・都営浅草・京急線                                                                     | 音楽館                                 | |
| 8月25日  | 双恋島 〜恋と水着のサバイバル〜                                                                            | メディアワークス                       | |
| 8月25日  | White Princess the second 〜やっぱり一途にいってもそうじゃなくてもOKなご都合主義学園恋愛アドベンチャー!!〜 | KID                                    | |
| 8月25日  | マダガスカル                                                                                               | バンダイ                               | |
| 8月25日  | 未来少年コナン                                                                                             | ディースリー・パブリッシャー           | |
| 8月25日  | ラムネ 〜ガラスびんに映る海〜                                                                              | インターチャネル                       | |
| 9月1日   | GLADIATOR ROAD TO FREEDOM REMIX                                                                            | アーテイン                             | |
| 9月1日   | STUNTMAN                                                                                                   | アタリジャパン                         | |
| 9月1日   | スロッターUPマニア7 最新最強!パイオニアMAX                                                                 | ドラート                               | |
| 9月1日   | 第三帝国興亡記II                                                                                           | マリオネット                           | |
| 9月1日   | ファイトナイト ラウンド2                                                                                   | エレクトロニック・アーツ               | |
| 9月1日   | プリンセスメーカー4                                                                                        | ジェネックス                           | |
| 9月1日   | ヘビーメタルサンダー                                                                                       | スクウェア・エニックス                 | |
| 9月1日   | リラックマ 〜おじゃましてます2週間〜                                                                       | インターチャネル                       | |
| 9月8日   | SIMPLE2000シリーズ Vol.83 THE昆虫採集                                                                      | ディースリー・パブリッシャー           | |
| 9月8日   | 東京バス案内2                                                                                              | サクセス                               | |
| 9月8日   | Figthing for ONE PIECE                                                                                     | バンダイ                               | |
| 9月8日   | 巫女舞 〜永遠の想い〜                                                                                      | KID                                    | |
| 9月15日  | 極上生徒会                                                                                                 | コナミ                                 | |
| 9月15日  | 真・三國無双4 猛将伝                                                                                       | コーエー                               | |
| 9月15日  | ファイプロ・リターンズ                                                                                     | スパイク                               | |
| 9月15日  | ブラザー イン アームズ ロード トゥ ヒル サーティー                                                         | ユービーアイソフト                     | |
| 9月15日  | MotoGP4 | ナムコ                                 | |
| 9月15日  | リアライズ -Panorama Luminary-                                                                             | インターチャネル                       | |
| 9月22日  | S.L.A.I. STEEL LANCER ARENA INTERNATIONAL                                                                  | コナミ                                 | |
| 9月22日  | 遙かなる時空の中で3 十六夜記                                                                               | コーエー                               | |
| 9月22日  | 必殺裏稼業                                                                                                 | 元気                                   | |
| 9月22日  | Formula One 2005                                                                                           | ソニー・コンピュータエンタテインメント | |
| 9月22日  | ふしぎの海のナディア〜Inherit the Bluewater〜                                                              | ジェネックス                           | |
| 9月22日  | 星の降る刻                                                                                                 | アイディアファクトリー                 | |
| 9月22日  | 雷電III | タイトー                               | 同名アーケードゲームの移植版 |
| 9月22日  | Rhapsodia                                                                                                  | コナミ                                 | |
| 9月28日  | Train Simulator 九州新幹線                                                                                 | 音楽館                                 | |
| 9月29日  | アーバンレイン                                                                                             | ナムコ                                 | 多人数格闘アクションゲーム |
| 9月29日  | スロッターUPマニア8 閃光告知!ジャグラースペシャルII                                                        | ドラート                               | |
| 9月29日  | 必殺パチンコステーションV11 CRギャートルズ                                                                 | サンソフト                             | |
| 9月29日  | 水の旋律                                                                                                   | KID                                    | |
| 9月29日  | リチャード・バーンズ ラリー                                                                                | キッズステーション                     | |
| 10月6日  | SIMPLE2000シリーズ アルティメット Vol.27 放課後のラブ★ビート♪                                              | ディースリー・パブリッシャー           | |
| 10月6日  | SIMPLE2000シリーズ Vol.86 THE免許取得シミュレーション〜改正道路交通法対応版〜                              | ディースリー・パブリッシャー           | |
| 10月6日  | ドラゴンボールZ Sparking!                                                                                  | バンダイ                               | |
| 10月6日  | MAWAZA | ソニー・コンピュータエンタテインメント | |
| 10月13日 | クリティカル ベロシティ                                                                                    | ナムコ                                 | 箱庭風レースゲーム。 |
| 10月13日 | コード・エイジ コマンダーズ 〜継ぐ者 継がれる者〜                                                          | スクウェア・エニックス                 | |
| 10月13日 | しろがねの鳥籠                                                                                             | スターフィッシュ                       | |
| 10月13日 | プリンス・オブ・ペルシャ ケンシ ノ ココロ                                                                  | ユービーアイソフト                     | |
| 10月13日 | 羅刹 -Alternative-                                                                                         | 日本一ソフトウェア                     | |
| 10月13日 | レーシングゲーム「注意!!!!」                                                                               | コナミ                                 | |
| 10月20日 | SIMPLE2000シリーズ Vol.79 アッコにおまかせ! THEパーティークイズ                                            | ディースリー・パブリッシャー           | |
| 10月20日 | SHUFFLE! ON THE STAGE                                                                                      | 角川書店                               | |
| 10月20日 | D1グランプリ2005                                                                                           | ユークス                               | |
| 10月20日 | バーンアウト リベンジ                                                                                      | エレクトロニック・アーツ               | |
| 10月20日 | 必勝パチンコ攻略シリーズVol.1 CR新世紀エヴァンゲリオン                                                     | ディースリー・パブリッシャー           | |
| 10月27日 | アトリエ マリー+エリー 〜ザールブルグの錬金術士1・2〜                                                      | ガスト                                 | |
| 10月27日 | アルティメット プロ ピンボール                                                                             | タイトー                               | |
| 10月27日 | ウルトラマン Fighting Evolution Rebirth                                                                    | バンプレスト                           | 「ウルトラマンFighting Evolution」シリーズ第4弾。 |
| 10月27日 | エウレカセブン TR1:NEW WAVE                                                                                | バンダイ                               | |
| 10月27日 | オレたちゲーセン族 イー・アル・カンフー                                                                    | ハムスター                             | |
| 10月27日 | オレたちゲーセン族 スーパーバレーボール                                                                    | ハムスター                             | |
| 10月27日 | オレたちゲーセン族 テラクレスタ                                                                            | ハムスター                             | |
| 10月27日 | オレたちゲーセン族 バーガータイム                                                                          | ハムスター                             | |
| 10月27日 | KILLZONE                                                                                                   | セガ                                   | 西暦2300年代の世界を描いたFPS。 |
| 10月27日 | コール オブ デューティ ファイネストアワー                                                                  | カプコン                               | 第2次大戦を描いたFPS。 |
| 10月27日 | こんねこ 〜keep a memory green〜                                                                           | イエティ                               | PCゲームの移植版。 |
| 10月27日 | ぱちんこ水戸黄門 パチってちょんまげ達人9                                                                   | ハックベリー                           | |
| 10月27日 | セガエイジス2500 Vol.20 スペースハリアーII〜スペースハリアーコンプリートコレクション〜                     | セガ                                   | アーケードゲーム『スペースハリアーII』ほかを収録。 |
| 10月27日 | セガエイジス2500 Vol.21 SDI&カルテット〜SEGA SYSTEM 16 COLLECTION〜                                        | セガ                                   | アーケードゲーム『SDI』と『カルテット』を別バージョン含めて収録。                                                                                              |
| 10月27日 | Memories Off #5 とぎれたフィルム                                                                           | KID                                    | 『Memories Off』シリーズ第5弾。 |
| 10月27日 | 義経英雄伝修羅                                                                                             | フロム・ソフトウェア                   | 源平戦を描いたアクションゲーム。 |
| 10月27日 | ラングリッサーIII                                                                                          | タイトー                               | ラングリッサーシリーズ第3弾。 |
| 10月27日 | ワンダと巨像                                                                                               | ソニー・コンピュータエンタテインメント | 『ICO』の開発チームによるアクションゲーム |
| 11月2日  | BEAT DOWN                                                                                                  | カプコン                               | アクションゲーム。 |
| 11月2日  | 大都技研公式パチスロシミュレーター 押忍!番長                                                               | 大都技研                               | |
| 11月3日  | メルヘヴン ÄRM FIGHT DREAM                                                                                 | コナミ                                 | |
| 11月3日  | 高速機動隊 〜World Super Police〜                                                                          | ジャレコ                               | |
| 11月10日 | NBAライブ06                                                                                                | エレクトロニック・アーツ               | |
| 11月10日 | ゲームになったよ!ドクロちゃん〜健康診断大作戦〜                                                            | アイディアファクトリー                 | |
| 11月10日 | ゲッタウェイ ブラックマンデー                                                                              | セガ                                   | |
| 11月10日 | サイオプス サイキック・オペレーション                                                                      | カプコン                               | |
| 11月10日 | 魁!!男塾                                                                                                   | ディースリー・パブリッシャー           | |
| 11月10日 | SIMPLE2000シリーズ Vol.87 THE戦娘（ナデシコ）                                                              | ディースリー・パブリッシャー           | |
| 11月10日 | SIMPLE2000シリーズ Vol.88 THEミニ美女警官（スケポリス）                                                    | ディースリー・パブリッシャー           | |
| 11月10日 | SIMPLE2000シリーズ Vol.89 THEパーティーゲーム2                                                             | ディースリー・パブリッシャー           | |
| 11月10日 | 忍道 戒 | スパイク                               | 忍者を題材としたアクションゲーム。 |
| 11月10日 | 風雨来記2                                                                                                  | フォグ                                 | 風雨来記シリーズ第2弾。 |
| 11月17日 | 餓狼伝 Breakblow                                                                                           | ESP                                    | |
| 11月17日 | 機動戦士ガンダムSEED 連合vs.Z.A.F.T.                                                                       | バンダイ                               | |
| 11月17日 | ケロロ軍曹 メロメロバトルロイヤルZ                                                                         | バンダイ                               | |
| 11月17日 | ゴッド・オブ・ウォー                                                                                       | カプコン                               | ゴッド・オブ・ウォーシリーズ第1弾で、北米では2005年3月22日に発売された。                                                                                       |
| 11月17日 | Jリーグウイニングイレブン9 アジアチャンピオンシップ                                                        | コナミ                                 | 『Jリーグウイニングイレブン9 』の内容強化版 |
| 11月17日 | トム・クランシーシリーズ スプリンターセル カオスセオリー                                                   | ユービーアイソフト                     | スプリンターセルシリーズ第3弾。 |
| 11月17日 | パチスロ倶楽部COLLECTION パチスロだよ 黄門ちゃま                                                           | コムシード                             | パチスロ機『パチスロだよ 黄門ちゃま』の実機シミュレーター |
| 11月17日 | beatmaniaIIDX 10th style                                                                                   | コナミ                                 | 同名アーケードゲームの移植版 |
| 11月17日 | ブロックス倶楽部 with バンピートロット                                                                     | アイレムソフトウェアエンジニアリング   | ボードゲーム・ブロックスのコンピュータゲーム化。マルチタップ対応                                                                                               |
| 11月23日 | アストロ球団 決戦!! ビクトリー球団編                                                                       | サンライズインタラクティブ             | 漫画『アストロ球団』のゲーム化 |
| 11月23日 | おとなのギャル雀2〜恋して倍満!〜                                                                           | ジャレコ                               | 松嶋初音らアイドルが実写で登場するマージャンゲーム。 |
| 11月23日 | ソウルキャリバーIII                                                                                        | ナムコ                                 | 発売後に特定の動作を行うとセーブデータが破損する不具合が判明している。                                                                                         |
| 11月23日 | .hack//fragment                                                                                            | バンダイ                               | PS2オンライン対応 |
| 11月23日 | ラチェット&クランク4th ギリギリ銀河のギガバトル                                                            | ソニー・コンピュータエンタテインメント | |
| 11月23日 | Little Aid                                                                                                 | TAKUYO                                 | |
| 11月23日 | ONE PIECE パイレーツカーニバル                                                                             | バンダイ                               | |
| 11月24日 | 悪魔城ドラキュラ 闇の呪印                                                                                  | コナミ                                 | |
| 11月24日 | 戦神 -いくさがみ-                                                                                          | 元気                                   | 戦国時代を舞台に、犬神の視点を通じて武将たちと妖魔の戦いを描いたアクションゲーム。                                                                             |
| 11月24日 | SSX On Tour                                                                                                | エレクトロニック・アーツ               | |
| 11月24日 | ぷよぷよフィーバー2                                                                                        | セガ                                   | |
| 11月24日 | リバースムーン                                                                                             | アイディアファクトリー                 | |
| 11月24日 | ルーンプリンセス                                                                                           | プリンセスソフト                       | |
| 12月1日  | 仮面ライダー響鬼                                                                                           | バンダイ                               | 初回版には『太鼓の達人 スペシャルバージョン』を同梱。 |
| 12月1日  | キノの旅II -the Beautiful World-                                                                           | メディアワークス                       | 『キノの旅』シリーズ第2弾 |
| 12月1日  | クラッシュ・バンディクー がっちゃんこワールド                                                              | ヴィヴェンディ・ユニバーサルゲームズ   | |
| 12月1日  | K-1 WORLD GP 2005                                                                                          | ディースリー・パブリッシャー           | |
| 12月1日  | TOUGH DARK FIGHT                                                                                           | コナミ                                 | |
| 12月1日  | バイオハザード4                                                                                            | カプコン                               | |
| 12月1日  | HOMURA | タイトー                               | 戦国時代を舞台とした縦スクロールシューティングゲーム |
| 12月1日  | マッデンNFL 06                                                                                             | エレクトロニック・アーツ               | NFL公認のアメリカンフットボールゲーム |
| 12月1日  | 義経紀 | バンプレスト                           | |
| 12月1日  | WORLD TANK MUSEUM for GAME 東部戦線                                                                        | サクセス                               | |
| 12月8日  | SIMPLE2000シリーズ Vol.92 THE 呪いのゲーム                                                                 | ディースリー・パブリッシャー           | 実写を用いたサウンドノベル |
| 12月8日  | 太鼓の達人 わいわいハッピー!六代目                                                                         | ナムコ                                 | |
| 12月8日  | 桃太郎電鉄15 五大ボンビー登場!の巻                                                                         | ハドソン                               | |
| 12月8日  | モンスターファーム5 サーカスキャラバン                                                                     | テクモ                                 | |
| 12月8日  | 龍が如く                                                                                                   | セガ                                   | 龍が如くシリーズ第1作で、小説家の馳星周がシナリオ監修を務めている                                                                                              |
| 12月8日  | ローグギャラクシー                                                                                         | ソニー・コンピュータエンタテインメント | |
| 12月15日 | カオスフィールド ニューオーダー                                                                            | マイルストーン                         | アーケードゲーム『カオスフィールド』の移植版 |
| 12月15日 | カルタグラ〜魂ノ苦悩〜                                                                                     | KID                                    | |
| 12月15日 | ギャロップレーサー8 ライヴホースレーシング                                                                 | テクモ                                 | ギャロップレーサーシリーズの1作品で、当初は2005年11月23日に発売される予定だった                                                                                |
| 12月15日 | 金色のガッシュベル!! ゴー!ゴー!魔物ファイト!!                                                              | バンダイ                               | |
| 12月15日 | 実況パワフルプロ野球12 決定版                                                                              | コナミ                                 | |
| 12月15日 | 実戦パチスロ必勝法! アラジン2エボリューション                                                              | セガ                                   | |
| 12月15日 | シュガシュガルーン 〜恋もおしゃれもピックアップ!〜                                                         | バンダイ                               | 漫画『シュガシュガルーン』のゲーム化。 |
| 12月15日 | SIMPLE2000シリーズ Ultimate Vol.28 闘走!喧嘩グランプリ〜Drive to Survive〜                                 | ディースリー・パブリッシャー           | |
| 12月15日 | SIMPLE2000シリーズ Vol.91 THE ALL★STAR格闘祭                                                               | ディースリー・パブリッシャー           | SIMPLEシリーズのキャラクターによる対戦型格闘ゲーム。 |
| 12月15日 | シャドウ・ザ・ヘッジホッグ                                                                                 | セガ                                   | |
| 12月15日 | D.C. Four Seasons 〜ダ・カーポ〜 フォーシーズンズ                                                          | 角川書店                               | PCゲーム『D.C.W.S. ～ダ・カーポ・ホワイトシーズン～』および『D.C.S.V. ～ダ・カーポ・サマーバケーション～』の移植版                                             |
| 12月15日 | チキン・リトル                                                                                             | ディースリー・パブリッシャー           | 同名アニメ映画のゲーム化。 |
| 12月15日 | テイルズ オブ ジ アビス                                                                                    | ナムコ                                 | テイルズ オブ シリーズ10周年記念作品。 |
| 12月15日 | パチパラ12 〜大海と夏の思い出〜                                                                            | アイレムソフトウェアエンジニアリング   | |
| 12月15日 | PETER JACKSON'S キング・コング オフィシャル ゲーム オブ ザ ムービー                                        | ユービーアイソフト                     | |
| 12月22日 | アイシールド21 〜アメフトやろうぜ!Ya-!Ha-!〜                                                               | コナミ                                 | |
| 12月22日 | キングダム ハーツII                                                                                        | スクウェア・エニックス                 | |
| 12月22日 | ジーワンジョッキー4                                                                                        | コーエー                               | |
| 12月22日 | 実戦パチンコ必勝法! CR北斗の拳                                                                             | セガ                                   | |
| 12月22日 | SIMPLE2000シリーズ Ultimate Vol.29 K-1 PREMIUM 2005 Dynamite!!                                             | ディースリー・パブリッシャー           | |
| 12月22日 | SIMPLE2000シリーズ Vol.90 THE お姉チャンバラ2                                                              | ディースリー・パブリッシャー           | |
| 12月22日 | スロッターUPコア8 極炎打!巨人の星III                                                                       | ドラート                               | パチスロ機『巨人の星III』のシミュレーター。 |
| 12月22日 | セガエイジス2500シリーズ Vol.23 セガ メモリアルセレクション                                                | セガ                                   | 『ヘッドオン』ほか1970年代後半から80年代前半に稼働していた5作品を収録。                                                                                        |
| 12月22日 | タイガー・ウッズ PGA TOUR 06                                                                               | エレクトロニック・アーツ               | |
| 12月22日 | テニスの王子様 〜学園祭の王子様〜                                                                          | コナミ                                 | |
| 12月22日 | デュエルセイヴァー デスティニー                                                                            | アルケミスト                           | |
| 12月22日 | NARUTO -ナルト- ナルティメットヒーロー3                                                                    | バンダイ                               | |
| 12月22日 | ニード・フォー・スピード モスト・ウォンテッド                                                              | エレクトロニック・アーツ               | |
| 12月22日 | ネオジオバトルコロシアム                                                                                   | SNKプレイモア                          | 同名アーケードゲームの移植版で、ネオジオ作品群を題材とした対戦型格闘ゲーム。                                                                                   |
| 12月22日 | 魔探偵ロキ 魔妖画 ～失われた微笑～                                                                         | タイトー                               | |
| 12月22日 | マトリックス：パス・オブ・ネオ                                                                             | アタリジャパン                         | 映画『マトリックス』三部作をゲーム化 |
| 12月22日 | メタルギアソリッド3 サブシスタンス                                                                         | コナミ                                 | 『メタルギアソリッド3』の調整版であり、オンラインモードが収録されている。また、MSX版『メタルギア』および『メタルギア2 ソリッド・スネーク』を収録。             |
| 12月22日 | 必殺パチスロエヴォリューション 忍者ハットリくんV                                                           | サン電子                               | |
| 12月29日 | 乙女はお姉さまに恋してる                                                                                   | アルケミスト                           | 同名PCゲームの移植版で、当初は2005年11月に発売される予定だった                                                                                                 |
| 12月29日 | サイキックフォース COMPLETE                                                                                | タイトー                               | 『サイキックフォース』、『サイキックフォース2012』、『サイキックフォース2012EX』を収録。                                                                       |
| 12月29日 | SIMPLE2000シリーズ Vol.94 THE 赤ちゃんぴおん                                                               | ディースリー・パブリッシャー           | 赤ちゃんによる競争を描いたミニゲーム集 |
| 12月29日 | FRONT MISSION5 Scars of the War                                                                            | スクウェア・エニックス                 | フロントミッションシリーズ10周年記念作品 |
| 12月29日 | WHITE CLARITY 〜And, The tears became you.〜                                                               | プリンセスソフト                       | PCゲームの移植版。 |